# Nibea albiflora
Nibea albiflora är en fiskart som först beskrevs av Richardson, 1846.  Nibea albiflora ingår i släktet Nibea och familjen havsgösfiskar. Inga underarter finns listade i Catalogue of Life.